# Iacobeni (okręg Suczawa)
Iacobeni – wieś w Rumunii, w okręgu Suczawa, w gminie Iacobeni. W 2011 roku liczyła 1573 mieszkańców. 
Wieś jest położona w południowej Bukowinie (Rumunia), nad rzeką Bistrițą wzdłuż trasy kolejowej z Vatra Dornei do Kimpulungu Mołdawskiego. W czasach habsburskich była zamieszkana przez dużą wspólnotę niemiecką. Cała gmina liczy około 5 000 mieszkańców, co jest związane z podupadłą kopalnią magnezu. Centrum Iacobeni stanowią blokowiska wybudowane wzdłuż kolei, co nadaje tej miejscowości robotniczy wygląd. Większość mieszkańców to Rumuni. W miejscowości znajduje się dworzec kolejowy oraz przystanek autobusowy na trasie Vatra Dornei – Cârlibaba.